# Synagoga w Nowym Targu (ul. Szaflarska 19)
Synagoga w Nowym Targu – nieistniejąca obecnie synagoga, która znajdowała się w Nowym Targu, przy ulicy Szaflarskiej 19.
Dokładna data powstania synagogi nie jest znana, ale przypuszcza się, że powstała pod koniec XIX lub na początku XX wieku. W jednym z pomieszczeń urządzono salę do studiowania Talmudu. Podczas II wojny światowej hitlerowcy zdewastowali synagogę.
Murowany budynek synagogi wzniesiono na planie prostokąta. Pierwotnie fasada główna posiadała trzy okna i drzwi zakończone półkoliście. Po przebudowie całkowicie zmieniono wystrój zewnętrzny, zmieniono układ okien i drzwi. Z pierwotnego wystroju zachowały się jedynie parzyste prostokątne otwory wentylacyjne poddasza.
Po wojnie budynek synagogi został gruntownie wyremontowany i dostosowany do potrzeb warsztatu ślusarskiego. Przez czas długi pozostawał opuszczony i popadał w ruinę.
W połowie kwietnia 2019 rozpoczęła się rozbiórka starego zakładu ślusarskiego stojącego przy ulicy Szaflarskiej 19.